# Scan (Prison Break)
Scan este al  3-lea episod din sezonul al 2-lea al serialului de televiziune Prison Break.